# 帕米尔眼子菜
帕米尔眼子菜（学名：Potamogeton pamiricus），为眼子菜科眼子菜属下的一个植物种。